# Episodi di Project UFO (seconda stagione)
| nº | Titolo originale                                     | Titolo italiano                | Prima TV USA      | Prima TV Italia |
| -- | ---------------------------------------------------- | ------------------------------ | ----------------- | --------------- |
| 14 | Sighting 4015: The Underwater Incident               | Avvistamento subacqueo         | 21 settembre 1978 |                 |
| 15 | Sighting 4017: The Devilish Davidson Lights Incident | Le diaboliche luci di Davidson | 28 settembre 1978 |                 |
| 16 | Sighting 4016: The Pipeline Incident                 | La luna negli occhi            | 5 ottobre 1978    |                 |
| 17 | Sighting 4018: The Incident on the Cliffs            | Una folle ridda di luci        | 12 ottobre 1978   |                 |
| 18 | Sighting 4019: The Believe It or Not Incident        | Un testimone inascoltato       | 19 ottobre 1978   |                 |
| 19 | Sighting 4022: The Camouflage Incident               | Una pagina nera                | 2 novembre 1978   |                 |
| 20 | Sighting 4020: The Island Incident                   | Il futuro è antico             | 30 novembre 1978  |                 |
| 21 | Sighting 4021: The Superstition Mountain Incident    | I signori dell'universo        | 7 dicembre 1978   |                 |
| 22 | Sighting 4023: The I-Man Incident                    | Da una stella vicina           | 28 dicembre 1978  |                 |
| 23 | Sighting 4024: The Scoutmaster Incident              | Le lunghe dita                 | 4 gennaio 1979    |                 |
| 24 | Sighting 4026: The Atlantic Queen Incident           | Una notte sull'oceano          | 5 luglio 1979     |                 |
| 25 | Sighting 4025: The Whitman Tower Incident            | Dietro la vetrata              | 12 luglio 1979    |                 |
| 26 | Sighting 4014: The Wild Blue Yonder Incident         | Il beneficio del dubbio        | 19 luglio 1979    |                 |